# Ванесса Маркес
Ванесса Розалія Маркес (англ. Vanessa Rosalia Marquez; 21 грудня 1968, Лос-Анджелес, Каліфорнія, США — 30 серпня 2018, Саут-Пасадена) — американська акторка, знана завдяки ролі другого плану медсестри Венді Голдман у перших трьох сезонах «Швидкої допомоги», а також роллю Ани Дельгадо в біографічній драмі 1988 року «Вистояти і досягти».

## Кар'єра
1992 року з'явився в епізоді «The Cheever Letters» четвертого сезону серіалу «Сайнфелд», у якому зобразила секретаря кубинського постійного представництва (США та Куба не мали своїх посольств у 1961—2015 роках). Її успіх у фільмі «Вистояти і досягти» приніс розквіт кар'єри в кіно та на телебаченні та нові ролі, зокрема в кримінальній драмі «За кров платять кров'ю» (1993) і незалежному фільмі «Двадцять доларів» (1993). Серед її телеролей гостьові появи в популярних серіалах, зокрема 1994 року «Район Мелроуз» і «Малком і Едді» 1999 року, а також повторювані ролі в «Швидкій допомозі» з 1994 по 1997 рік. Окрім акторської діяльності, Маркес знялася як співачка у трилері 2000 року «Під підозрою».

## Особисте життя
Народилася в окрузі Лос-Анджелес, Каліфорнія. Її батько, Джон Маркес, загинув на війні у В'єтнамі, коли їй було півтора року; маму звали Делія. Вона виросла в Монтебелло, де навчалася у місцевій школі.
Незадовго до смерті її ім'я часто з'являлося у новинах у зв'язку з участю в русі #MeToo. Вона стверджувала, що страждала від домагань на знімальному майданчику «Швидкої допомоги». У жовтні 2017 року звинуватила колегу по серіалу Джорджа Клуні у сприянні занесення її ім'я до «чорного списку» після того, як вона поскаржилася керівникам на переслідування. Клуні це заперечував.

### Психічні захворювання та проблеми зі здоров'ям
З'явилася в першому епізоді телевізійного реаліті-серіалу A&E Network «Intervention», у якому задокументована її боротьба з шопоголізмом. Друзі (зокрема, Карла Монтана, яка знімалася у «Вистояти і досягти») наполягали, щоб вона звернулася за медичною допомогою, пізніше вона сказала, що лікування не принесло успіху. Страждала від психічних розладів, зокрема біполярного розладу, обсесивно-компульсивного розладу, нервової анорексії та агорафобії, через які не змогла продовжити кар'єру та майже весь час перебувала вдома. Крім того, у неї виявили целіакію, фіброміалгію та депресію, а також часті напади епілепсії.

## Смерть
30 серпня 2018 року до її будинку в Саут-Пасадені (Каліфорнія) викликали поліцію для перевірки стану її здоров'я. У будинку був безлад. Маркес стверджувала, що у неї напад епілепсії, тому додатково викликали медиків й експерта з психічного здоров'я. Після спілкування з медиками та поліцією вона націлила пістолет на офіцерів поліції, які відкрили вогонь. Її доправили до найближчої лікарні, де о 2:36 констатували її смерть. Пізніше визначили, що «вогнепальна зброя» була небойовою. Прокуратура постановила, поліціянти діяли в рамках законної самооборони.
У лютому 2019 року адвокати, які представляють інтереси її матері, подали позов про неправомірну смерть проти міста Саут-Пасадена. У позові перераховувались неправомірні дії поліціянтів, зокрема побиття, недбалість, незаконне проникнення, помилковий арешт й позбавлення волі, невиклик швидкої медичної допомоги та порушення Закону Бейна. У березні 2020 року департамент поліції Саут-Пасадени опублікував відеозапис з нагрудного відеореєстратора з місця подій, на якому видно, як Маркес благає поліціянтів вбити її, а також спрямовує на них зброю. У звіті прокурорів від 25 лютого того ж року дії офіцерів визнали правомірними і вони не понесуть покарання. 23 лютого 2021 року міська влада Саут-Пасадени врегулювала позов мами Маркес виплатою у 450 000 доларів.

## Фільмографія
| Рік       |    | Українська назва                  | Оригінальна назва                | Роль           |
| --------- | -- | --------------------------------- | -------------------------------- | -------------- |
| 1988      | ф  | Вистояти і досягти                | Stand and Deliver                | Ана Дельгадо   |
| 1989      | ф  | Нічні діти                        | Night Children                   | Рант           |
| 1990      | с  | Розумник                          | Wiseguy                          | Консуело Бернс |
| 1990      | тф | Моїй доньці                       | To My Daughter                   | учениця        |
| 1990      | тф | Солодкі 15                        | Sweet 15                         | Лупе           |
| 1991      | тф | Під замком: Материнська лють      | Locked Up: A Mother's Rage       | Йо-Йо          |
| 1992      | с  | Текіла і Бонетті                  | Tequila and Bonetti              | Люпе           |
| 1992      | с  | Сайнфелд                          | Seinfeld                         | портьє         |
| 1992      | ф  | Маніяк-поліцейський 3             | Maniac Cop III: Badge of Silence | Террі          |
| 1993      | ф  | Двадцять доларів                  | Twenty Bucks                     | Мелані         |
| 1993      | ф  | За кров платять кров'ю            | Blood In Blood Out               | донька Монтани |
| 1993      | ф  | Відчайдушний тато                 | Father Hood                      | Делорес        |
| 1994      | тф | Надзвичайний стан                 | State of Emergency               | Віолетта       |
| 1994      | с  | Медсестри                         | Nurses                           | Анжеліка       |
| 1994      | с  | Район Мелроуз                     | Melrose Place                    | Лінда Кортес   |
| 1994—1997 | с  | Швидка допомога                   | ER                               | Венді Голдман  |
| 1997      | тф | Уся брехня закінчується вбивством | All Lies End in Murder           | Івонн Валескес |
| 1999      | с  | Малкольм і Едді                   | Malcolm & Eddie                  | Дженіс Рамос   |
| 2000      | ф  | Під підозрою                      | Under Suspicion                  | співачка       |
| 2001      | тф | Вогонь і лід                      | Fire & Ice                       | Ванда Ернандес |